# Biligtü Khan
Biligtü Khan (eigentlich Ajurchiridhara, mongolisch ᠠᠶᠣᠰᠢᠷᠢᠳᠠᠷ᠎ᠠ; * 1338; † 1378 in Karakorum) war ein mongolischer Khagan der Nördlichen Yuan. Nach dem Tod seines Vaters Toghan Timur übernahm er 1370 die Herrschaft.

## Herrschaftsübernahme
Der Einfluss seiner ehrgeizigen und gebildeten Mutter – sie war einst eine koreanische Nebenfrau und später die erste Kaiserin Qi – verhalf Biligtü Khan zur Thronfolge. Wiederholte Intrigen mit dem Ziel, ihn anstatt seines untätigen Vaters auf den Thron zu setzen, fanden jedoch keine ausreichende Anhängerschaft. Schon zu Zeiten seines Vaters war er daher in destruktive Machtkämpfe bei Hofe verwickelt, die schließlich 1364 zu seiner vorübergehenden Vertreibung durch eine Hofpartei um den Gouverneur Bolod Timur führten. Die auch mit militärischen Mitteln ausgetragenen Machtkämpfe schwächten die Yuan in den 1360er Jahren erheblich, so dass sie den nach Norden vorstoßenden Ming keinen ernsthaften Widerstand entgegensetzen konnten und wollten.

## Nördliche Yuan
Nachdem die Mongolen noch unter der Regierung seines Vaters Toghan Timur (reg. 1333–1368/70) 1368 von den Ming aus China vertrieben worden waren, bestand zumindest für sie die Yuan-Dynastie weiterhin fort. Nach dessen Tod übernahm Biligtü 1370 die Führung über die Nördlichen Yuan, deren Herrschaftsbereich im Wesentlichen nur noch aus dem Gebiet der heutigen Mongolei bestand. Ein bei Ausgrabungen in Karakorum gefundenes Amtssiegel mit teils chinesischer und Phags-pa-Schrift beweist diese Verhältnisse. Biligtü Khan firmierte unter dem Namen Zhaozong (昭宗,  Zhāozōng) als Kaiser der Yuan.

## Erhalt der Mongolei
Nach der Vertreibung der Mongolen aus China (1368) musste er sich vor den weiterhin angreifenden Ming noch bis nach Karakorum zurückziehen und sammelte dort die verbliebenen Kräfte. Sein wichtigster Partner war hier der fähige Militär Köko Timur († 1375), der am 7. Juni 1372 Hongwus besten Feldherren Xu Da an der Tula schlug und so die Invasion der Ming schließlich stoppte. Umgekehrt versuchten die Mongolenführer Biligtü Khan, Köko Timur und Naghachu ihren Einfluss in Gansu und der Mandschurei aufrechtzuerhalten.

## Tod und Nachfolge
Biligtü Khan verstarb 1378 in Karakorum und ihm folgte als Herrscher sein Bruder Uskhal Khan (1342–1388), der schließlich von den Ming am See Buir Nur 1388 vernichtend geschlagen wurde. Auf der Flucht nach Karakorum wurde er kurz darauf ermordet. Die Chinesen drangen in der Folge selbst bis zur einstigen Hauptstadt des Mongolenreiches vor und zerstörten diese vollständig. Mit Uskhals Tod endete die Dynastie der Kublaiden, an ihrer Stelle stiegen um 1400 die Oiraten zu den neuen Machthabern in der Steppe auf.